# Новоспасск (Новосибирская область)
Новоспа́сск — село в Барабинском районе Новосибирской области. Административный центр Новоспасского сельсовета.

## География
Площадь села — 50 гектар.

## Население
| 2002 | 2007 | 2010 |
| ---- | ---- | ---- |
| 656  | ↗677 | ↘576 |

## Инфраструктура
В селе по данным на 2007 год функционируют 1 учреждение здравоохранения, 2 образовательных учреждения.